# Heteroconis serripyga
Heteroconis serripyga är en insektsart som beskrevs av Meinander 1972. Heteroconis serripyga ingår i släktet Heteroconis och familjen vaxsländor. Inga underarter finns listade i Catalogue of Life.